# Magnan
Magnan (gaskognisch: Manhan) ist eine französische Gemeinde mit 231 Einwohnern (Stand 1. Januar 2022) im Département Gers in der Region Okzitanien (bis 2015 Midi-Pyrénées); sie gehört zum Arrondissement Condom und zum Gemeindeverband Bas Armagnac. Die Bewohner nennen sich Magnanais/Magnanaises.
Sie ist umgeben von den Nachbargemeinden Laujuzan im Nordosten, Caupenne-d’Armagnac im Nordosten und Osten, Arblade-le-Haut im Südosten, Lanne-Soubiran im Süden, Luppé-Violles im Südwesten, Le Houga im Westen sowie Perchède im Nordwesten.

## Bevölkerungsentwicklung
| Jahr                                                                                       | 1793 | 1800 | 1821 | 1841 | 1846 | 1962 | 1968 | 1975 | 1982 | 1990 | 1999 | 2006 | 2017 |
| Einwohner                                                                                  | 340  | 351  | 430  | 480  | 480  | 251  | 207  | 178  | 185  | 205  | 196  | 204  | 239  |
| heutiges Gemeindegebiet Quellen: Cassini, CremensCassini, DaunianCassini, Magnan und INSEE |      |      |      |      |      |      |      |      |      |      |      |      |      |